# Margret Middell

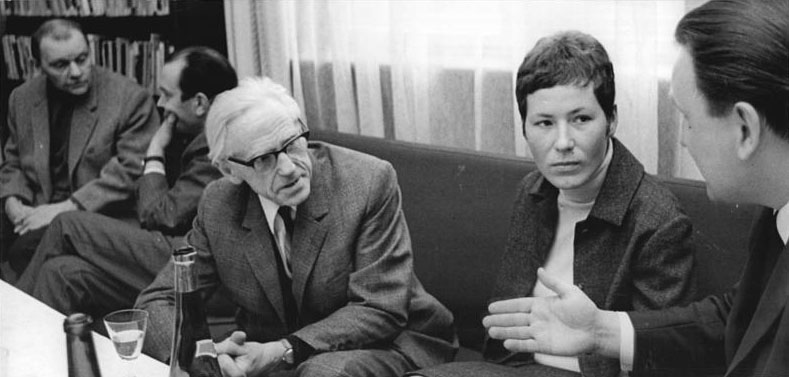
Margret Middell (1969)

Margret Middell (* 8. Mai 1940 in Marienwerder) ist eine deutsche Bildende Künstlerin und Grafikerin.

## Leben und Werk
Margret Middell kam mit ihrer Familie in der Folge des Zweiten Weltkriegs aus Westpreußen in die Sowjetische Besatzungszone.
Von 1958 bis 1959 absolvierte sie eine Tischlerlehre. Von 1959 bis 1965 folgte ein Studium an der Kunsthochschule Berlin-Weißensee bei Heinrich Drake, Waldemar Grzimek und Ludwig Engelhardt. Dann lebte sie als freischaffende Künstlerin in Berlin.
Seit 1976 lebt und arbeitet sie in Barth-Glöwitz. Sie gehörte mit Norbert Blum, Arno Fischer, Peter Flierl (* 1929), Hans Gutheil, Friedrich Nostitz, Solweig Steller (* 1942), Werner Stötzer und Peter Voigt zum Kollektiv für die bildhauerische, bildkünstlerische und architektonische Gestaltung des Marx-Engels-Forums Berlin und erhielt mit diesem 1986 den Nationalpreis II. Klasse. Sie war bis 1990 Mitglied des Verbands Bildender Künstler der DDR und gehörte der Zentralen Sektionsleitung Plastik des Verbands an. In der DDR war sie auf vielen wichtigen Ausstellungen vertreten, u. a. von 1967 bis 1988 von der VI. Deutschen Kunstausstellung bis zur X. Kunstausstellung der DDR in Dresden.

## Rezeption
Margret Midell „ist die profilierteste Bildhauerin ihrer Generation in Mecklenburg-Vorpommern. Ihr Lebenswerk steht in der Tradition der klassischen Moderne. Neben der Skulptur hat sie ein reiches grafisches Werk geschaffen, das eingehend mit dieser korrespondiert.“

## Werke (Auswahl)
- 1965 Sportler, Prenzlauer Allee vor dem Zeiss-Großplanetarium in Berlin
- 1966 Porträt Dr. Georg Benjamin, Bronze[3]
- 1967 Männlicher Akt, Eichenallee im Zoo Rostock
- 1968 Porträt Martin E., Porträtbüste, Bronze[4]
- 1968 Sportler, Fritz-Lesch-Straße in Berlin-Alt-Hohenschönhausen
- 1969 Große Sitzende, Schwanenteich nahe Kunsthalle Rostock in Rostock
- 1972 Große Sitzende, Lindenallee in Schwedt/Oder
- 1974 Schönheit des Menschen in der Natur[5][6], Dreiergruppe, Bronze; Potsdam, Freundschaftsinsel
- 1978 Kinderporträt Josephine, Porträtbüste, Bronze[7]

- 1979 Porträt Sabine, Porträtbüste, Bronze[8]
- 1984 Torso G. N., Bronze[9]
- 1985/86 Die Würde und Schönheit freier Menschen, Bronze, zwei Reliefwände; Berlin, Marx-Engels-Forum
- 1986 Porträt Jens, Porträtbüste, Bronze[10]

- 1994 Frauengruppe im Gespräch, Bronze, auf dem Gelände des Klosters Ribnitz[11]
- 2003 Flügel, nahe Nicolaikirche in Rostock
- 2003 Die Stille, nahe Nicolaikirche in Rostock
- Liegender Torso, Bronze, seit 2017 im Garten hinter dem Kunstmuseum Ahrenshoop[12]

## Weitere Auszeichnungen
- 1967 Kunstpreis des DTSB (Kollektivauszeichnung für die künstlerische Gestaltung des Marx-Engels-Forums in Berlin)
- 1969 Will-Lammert-Preis

## Einzelausstellungen (Auswahl)
- 2005 Rostock, Kunsthalle (Plastik und Zeichnungen)[13]

- 2020 Ribnitz-Damgarten, Galerie im Kloster (Holzschnitt und Holzskulptur)

## Werke in öffentlichen Sammlungen (Auswahl)
- Ahrenshoop, Kunstmuseum Ahrenshoop (Holzschnittserie „Tanz“)[14]
- Rostock, Kunsthalle (Torso G. N.; Bronze, 1984)[15]

## Fotos (Auswahl)

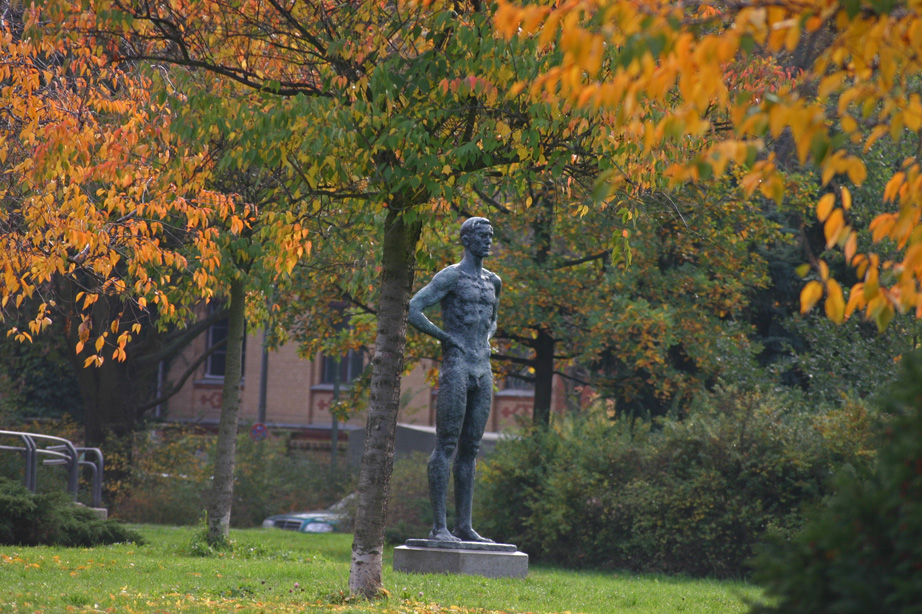
Sportler (1965)
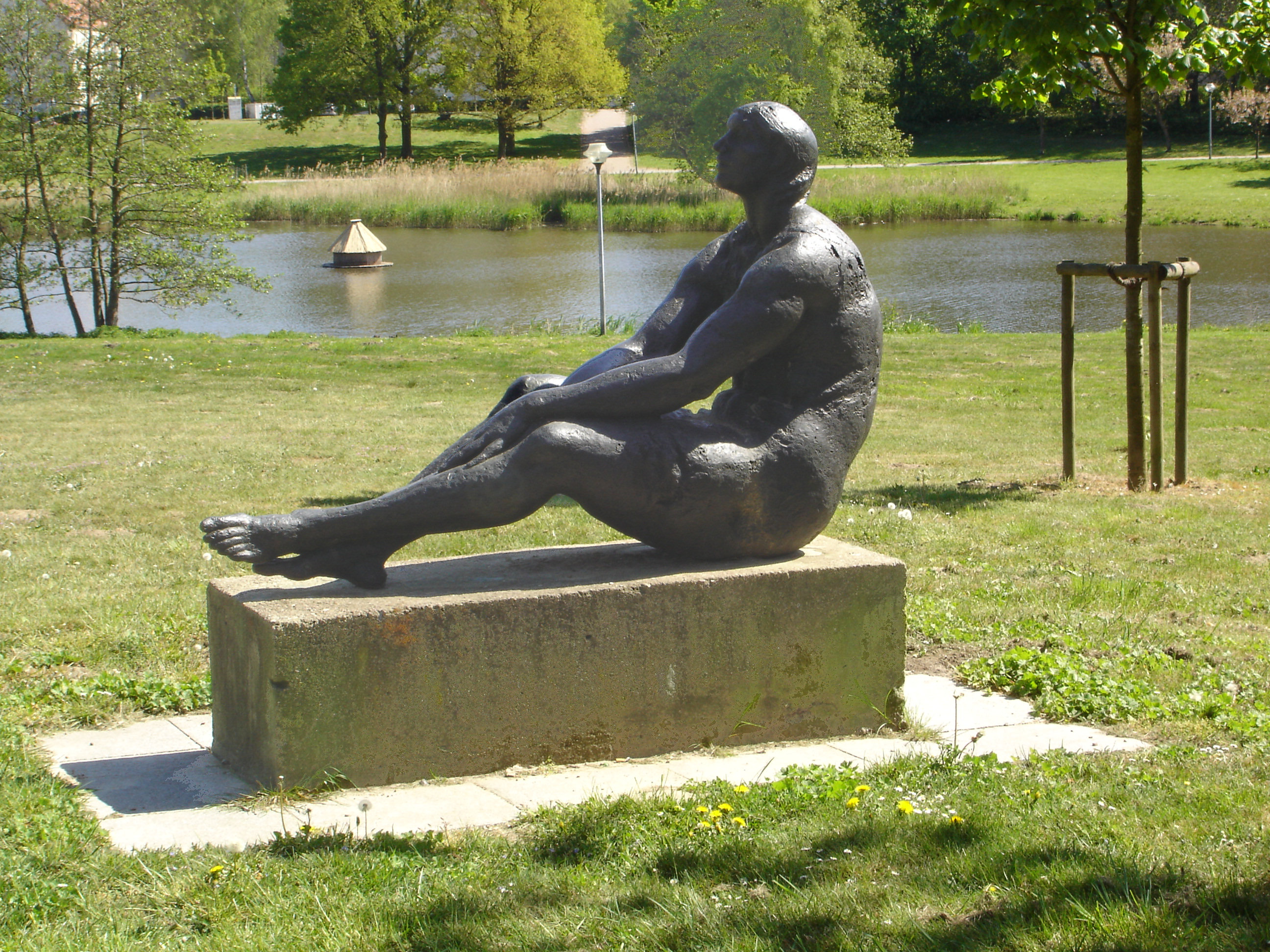
Große Sitzende (1969)
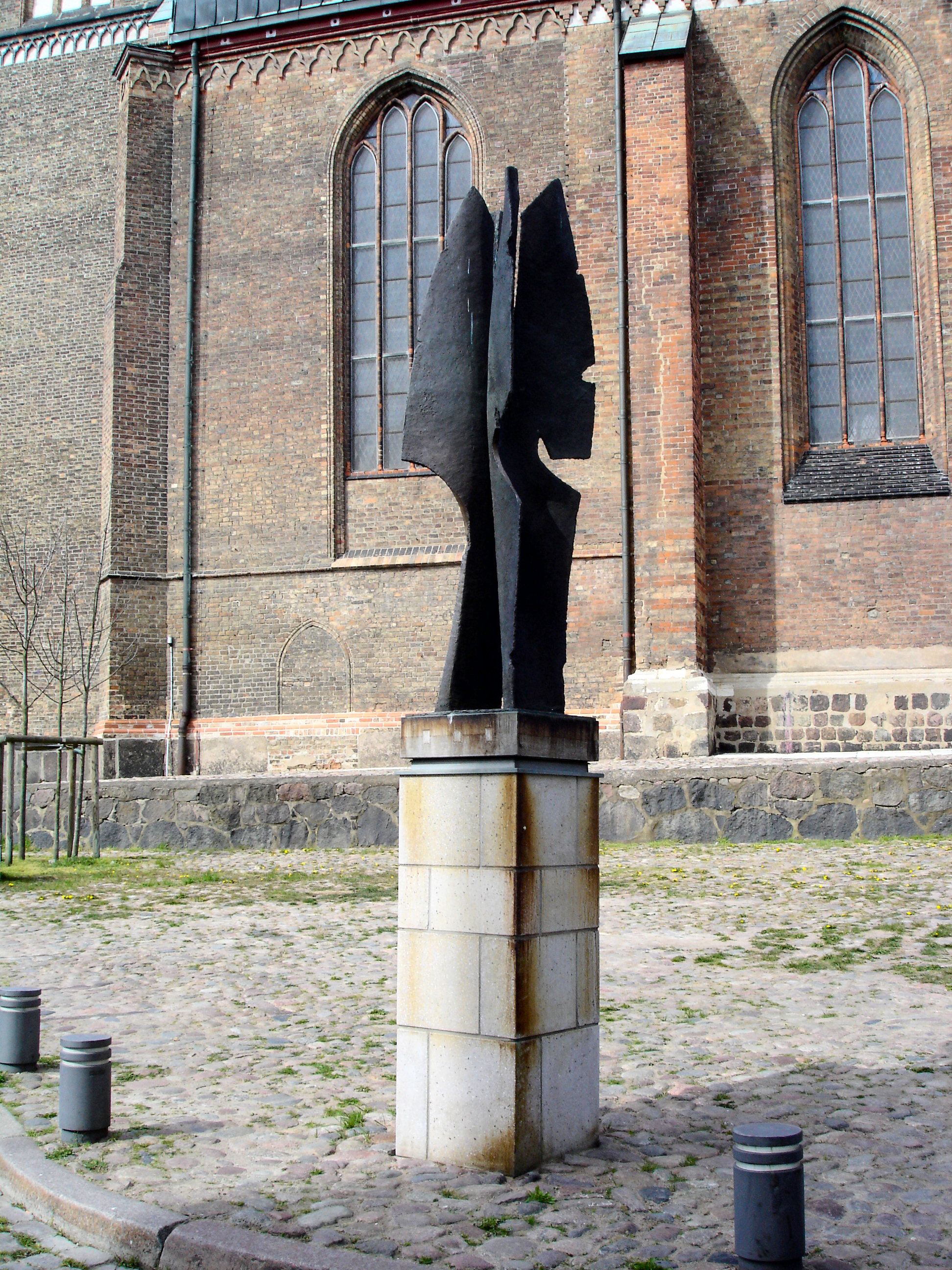
Flügel (2003)
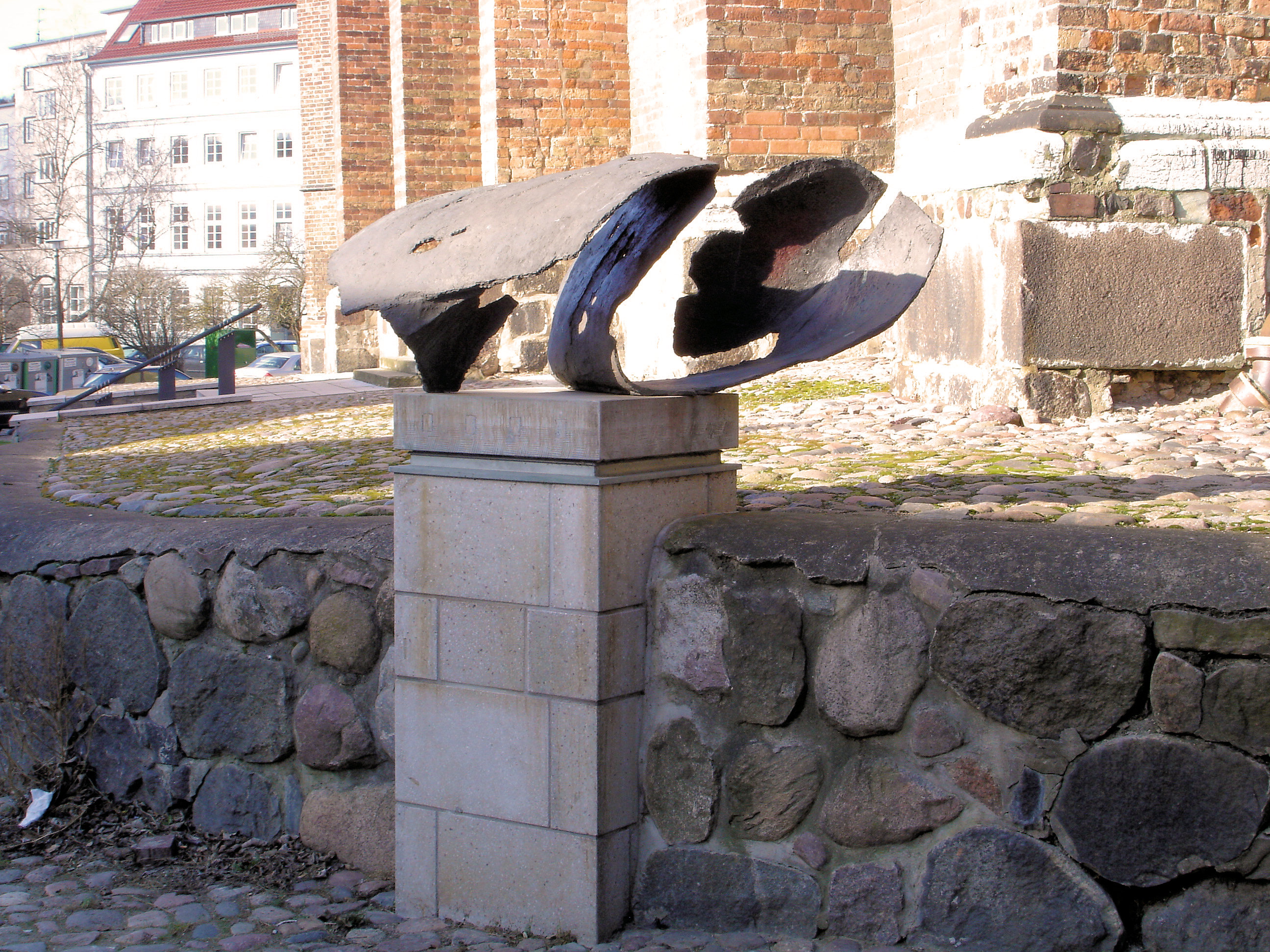
Die Stille (2003)
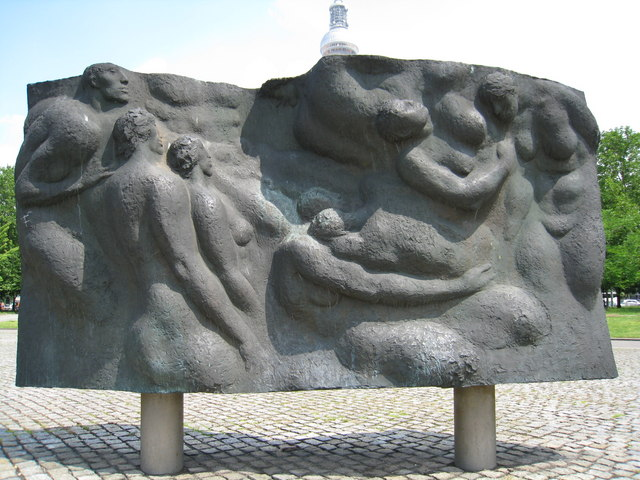
Die Würde und Schönheit freier Menschen (1985/86)